# Heinrich Jentgens
Heinrich Jentgens (* 6. Dezember 1912 in Huchem-Stammeln; † 3. Februar 2004 in Bergisch Gladbach) war ein deutscher Mediziner.

## Leben
Jentgens studierte Medizin und wurde 1937 an der Universität zu Köln zum Dr. med. promoviert. Er war von 1947 bis 1980 Chefarzt der Städtischen Lungenklinik Köln-Merheim. 1974 wurde er zum außerplanmäßigen Professor ernannt.
In seinem Fachgebiet der Lungenheilkunde und Thoraxchirurgie hat er einige wissenschaftliche Arbeiten veröffentlicht. Er war Herausgeber des Standardwerkes Lungentuberkulose. Er war Ehrenmitglied der Westdeutschen Gesellschaft für Pneumologie und korrespondierendes Mitglied der Königlichen Akademie der Medizin, Valencia.
1953 wurde er von Kardinal-Großmeister Nicola Kardinal Canali zum Ritter des Ritterordens vom Heiligen Grab zu Jerusalem ernannt und am 8. Dezember 1953 im Kölner Dom durch Lorenz Jaeger, Großprior der deutschen Statthalterei, investiert.

## Ehrungen
- 1983: Verdienstkreuz 1. Klasse der Bundesrepublik Deutschland

## Schriften
- Die Wirkung von Rb-, Cs-, NH_1tn4- und Li-Salzen auf das Froschherz , Springer-Verlag 1937
- Medikamentöse Behandlung der Tuberkulose, Dtsch med Wochenschr 1974; 99(32): 1627–1630 im Georg Thieme Verlag, Stuttgart
- Handbuch der inneren Medizin Bd.4 Erkrankungen der Atmungswege Teil 3: Lungentuberkulose, Springer-Verlag 1981, zusammen mit K. Bartmann (Autor), F.W. Bube (Autor), E. Dundalek (Autor), H. Jentgens (Herausgeber)
- Lungentuberkulose. Mit 259 Abbildungen und 138 Tabellen. (Handbuch der inneren Medizin / Erkrankungen der Atmungsorgane), Springer-Verlag 1981, ISBN 3-540-10094-6 (5. bearbeitete Auflage)